# Гира, Адама
Адама́ Гира́ (фр. Adama Guira; род. 24 апреля 1988, Бобо-Диуласо) — буркинийский футболист, полузащитник испанского клуба «Расинг» и сборной Буркина-Фасо.

## Клубная карьера
Адама начал свою футбольную карьеру на родине, в клубе «Бобо», в составе которого в 2007 году выиграл Кубок Буркина-Фасо.
В 2008 году Гира переехал в Испанию, подписав контракт с клубом «Гава», выступавший в Сегунде Б. По окончании сезона, проведя 27 матчей, Адама перешёл в только что вылетевший из Сегунды «Аликанте».
По окончании сезона 2010/11 буркиниец присоединился к ещё одному клубу третьего испанского дивизиона, «Логроньес». С клубом из Логроньо Гира дошёл до 4 раунда Кубка Испании, в котором ему противостояла «Валенсия». Адама принял участие во втором матче против валенсийцев.
Летом 2011 года Гира вновь сменил клуб. На этот раз он отправился в Швецию, заключив контракт «Юргорденом». В Аллсвенскан буркиниец дебютировал 7 августа 2011 года, выйдя на замену в матче против «Гётеборга». Уже в конце года Адама покинул шведский клуб, проведя только 6 игр.
22 февраля 2012 года было объявлено, что Гира подписал контракт с молдавской «Дачией». Свой первый матч в чемпионате Молдавии Адама провёл против «Шерифа». Уже во втором своём матче за «Дачию» полузащитник был удалён с поля. 30 марта 2012 года Адама забил свой первый гол на футбольных полях Молдавии. 5 июля Адама дебютировал в еврокубках, приняв участие в матче первого квалификационного раунда Лиги Европы 2012/13.
В июле 2013 года, проведя за «Дачию» в чемпионате Молдавии 37 матчей, Гира перешёл в датский клуб «Сённерйюск». За свою новую команду полузащитник дебютировал в матче первого тура против «Оденсе».
31 августа 2016 года Гира перешёл во французский «Ланс», с которым заключил контракт на три года. Он не сумел закрепиться в основном составе команды и за весь сезон 2016/2017 сыграл лишь 7 матчей во второй лиге Франции. 30 июня 2017 года Гира договорился с клубом о досрочном расторжении контракта и стал свободным агентом.

## Карьера в сборной
Гира начал выступать за сборную Буркина-Фасо с 2010 года. Участник Кубков африканских наций 2015 и 2017 годов.

## Достижения

### Международные
- Бронзовый призёр Кубка африканских наций: 2017